# パディ・キーナン
パディ・キーナン (Paddy Keenan、1950年1月30日-)は、アイルランドのイリアン・パイプス奏者。ボシー・バンドの創設メンバーとして最初に名を成した。 
1970年代後半のバンド解散以降、キーナンはたくさんのソロや共演のレコーディングをリリースしており、独奏者としてあるいは歌手/ギター奏者のトミー・オサリヴァン（Tommy O'Sullivan）と共にツアーを継続している。

## 来歴

### 少年時代
パディ・キーナンは1950年、ミーズ県トリム（Trim）でジョン・キーナン（John Keenan、アイリッシュ・トラヴェラー)とメアリー・ブラヴェンダー・キーナン（Mary Bravender Keenan、定住者系)の間に生まれた。キーナン一家はパディの人生の初期にアイリッシュ・トラヴェラー一般の流浪生活（Traveling lifestyle）を捨て生活スタイルを変えているが、彼は青春期の多くを差別（定期的な肉体的対立を含む）と闘って過ごした 。
彼の父と祖父は共にイリアン・パイプス奏者であり、父ジョンはイリアン・パイプス奏者ジョニー・ドラン（en:Johnny Doran）と何度も共演している。 パディは6歳頃に兄ジョニー・キーナン（Johnny Keenan、著名なアイリッシュ・バンジョー奏者、1946年-2000年)からティン・ホイッスルの手ほどきを受け、9歳頃にイリアン・パイプスを始めた。  息子のイリアン・パイプスへの興味を理解した父ジョン・キーナンは、フィンバー・ヒューレイ（en:Finbar Furey）やデイヴィ・スピラーンを含む近所の子供達と共にパディを指導した。この時期の間、キーナンの一家は事実上、いつもセッションをしていた。
14歳の時、パディーはダブリンのゲイエティ劇場で初めて本格的なコンサートに参加し、続く数年間は父の参加するバンド "ザ・パヴィーズ"（The Pavees）を含むたくさんのミュージシャンとツアーを行った。 
17歳の時、父の家庭での厳しさから逃れようとしたパデイはイングランドに渡り、続く4年間の大半をロンドン周辺でバスキングしてギターを弾きながらブルースやロックの歌を歌って過ごした。 
彼はイリアン・パイプスを売るか捨てるかに近い状態を何度も繰り返した末に、イリアン・パイプスでバスキングする方がギターでのそれよりも遥かに有利であることに1971年に気付いてイリアン・パイプスの演奏を再開した。

### 初期のバンド活動とボシー・バンド
ダブリンに戻ったキーナンは、アイルランド各地のフォーク・クラブを始めとしたさまざまな場所で定期的に兄弟や父と演奏していた。1975年に彼は、ゲール語で'7人の人々'を意味する単語のバンド Seachtar のメンバーとなった。このバンドがボシー・バンドの始まりであり、キーナンは始まりから1979年の解散まで中心となった。

### ソロ奏者としての経歴
キーナンは最初の (彼自身の名を冠した) ソロ・アルバムを1975年に発表し、1978年にフィドル奏者パディ・グラッキンと共にアルバム Doublinをリリースした。 続いて、1983年に2枚目のソロ・アルバム en:Poirt An Phiobaire をゲール＝リン・レコード（en:Gael-Linn Records）でレコーディングした。
1980年代初めにムーヴィング・ハーツ（en:Moving Hearts）への参加機会を断って以来、キーナンの音楽キャリアは止まってしまった。 
しかしながら、1990年代に彼は北アメリカに活動拠点を移してその音楽的才能を再発見し、1997年に3枚目のソロアルバム "Na Keen Affair" を発表した。このアルバムはカナダ ニューファンドランドの町セントジョンズ（St. Johns）にあるDadyeen Studiosで録音しており、現地ニューファンドランドのミュージシャンに加えて、フィドルのトミー・ピープルズ、ギターのアーティ・マクグリン（Arty McGlynn）やトミー・オサリヴァン（Tommy O'Sullivan）といったミュージシャンがサポートに入っている。これは現在に続く、ロンドン生まれでケリー県を拠点に活動するギター奏者トミー・オサリヴァンとの音楽関係につながった。二人は2001年にアルバム "The Long Grazing Acre" を発表し、そのアルバムを掲げてツアーを行った。彼らのそれぞれのWebサイトによると、キーナンとオサリヴァンは2001年から共演を定期的に継続し実行している。
2008年に制作されたドキュメンタリー en:Dambé: The Mali Projectは、パディがリアム・オメンリイ（en:Liam Ó Maonlaí、ホットハウス・フラワーズの創設メンバー)や仲間たちとともに出演し、マリ共和国内3,000 mi (4,800 km)の旅程を通じて砂漠のフェスティバル（en:Festival au Désert）の出演者たちとの交流による異文化音楽冒険を描いている。
日本にも何度か来日しており、2015年にはフィドル奏者フランキー・ギャヴィンおよびギター奏者城田じゅんじと共に結成したグループ「Eire Japan」 として各地で公演を行っている。

## 使用楽器と製作家
パディは10歳頃にイリアン・パイプスへの興味や才能を示して意思表示し、それを見たパディの父ジョン・キーナンは ジョン・クラークス（John Clarks）製作のイリアン・パイプスのフルセットをパディに与えた。 
6年後の1966年に父ジョンはクロウリー（Crowley）ファミリー製作(チャンターのみレオ・ローサム（en:Leo Rowsome）製作)のフルセットを買い与え、パディは2000年までその楽器で演奏した。 
2000年頃、キーナンはイングランド グリムズビー在住の製作家デイヴ・ウィリアムズ（Dave Williams、数年後に交通事故で亡くなっている）からフルセットを受け取った。
このセットは以前のクロウリーのコピーであり、現在キーナンが主に使用している楽器である。

## ディスコグラフィー

### ソロアルバム
- Paddy Keenan (1975年)
- en:Poirt An Phiobaire (1983年)
- Ná Keen Affair (1997年)

### パディ・グラッキンとの共演
- Doublin' (1978年)

### トミー・オサリヴァンとの共演
- en:The Long Grazing Acre (2001年)

### ザ・バックスのメンバーとして
- en:Dancin' To The Ceili Band (1994年)

### エアー・ジャパン（Éire Japan）のメンバーとして
- Éire Japan (2015年) [11]

## サンプル音源
- Reels: Julia Delaney / Farewell to Erin (4:52) ニューファンドランドのアイルランド系バンド ティックル・ハーバー（Tickle Harbour）との共演
- Reels: Scotch Mary/Earls Chair/Pigeon on the Gate
- Air: Johnny's Tune, For The Avalon